# Leucanopsis fuscosa
Leucanopsis fuscosa är en fjärilsart som beskrevs av Jones 1908. Leucanopsis fuscosa ingår i släktet Leucanopsis och familjen björnspinnare. Inga underarter finns listade i Catalogue of Life.